# Lot 24
Lot 24 est un canton dans le comté de Queens, Île-du-Prince-Édouard, Canada. Il fait partie de la Paroisse Charlotte.

## Population
- 1 516 (recensement de 2001)[1]
- 1 572 (recensement de 2006)[1]
- 1 656 (recensement de 2011)[2]

## Communautés
Incorporé :
- North Rustico

Non-incorporé :
- Brookfield